# 예천여자중학교
예천여자중학교(醴泉女子中學校)는 대한민국 경상북도 예천군 예천읍 청복리에 있는 공립 중학교이다.

## 학교 연혁
- 1945년 3월 1일 : 예천실과여자학교 설립인가
- 1945년 3월 1일 : 초대 서병학 교장 취임
- 1946년 9월 28일 : 예천여자초급중학교 인가
- 1947년 2월 10일 : 신흥중학교로 교명 변경(남학생 1학급 증모 입학식)
- 1948년 7월 7일 : 제1회 졸업식(여 38명)
- 1949년 2월 10일 : 예천초급중학교로 교명 재충인가
- 1950년 7월 18일 : 6.25동란으로 약 90일간 휴교
- 1950년 11월 15일 : 국군 주둔으로 읍사무소 회의실에시 임시수업
- 1951년 8월 31일 : 예천여자중학교로 교명 변경
- 1976년 2월 9일 : 학칙 변경인가(21학급)
- 1985년 5월 10일 : 남본동 소재 학교 신축 교사 준공
- 1996년 12월 7일 : 강당 신축
- 2005년 10월 17일 : 양궁부 합숙소 신축
- 2009년 3월 1일 : 다문화 교육 도지정 시범 교육청 연구중심학교
- 2013년 2월 8일 : 학교 도서관 현대화
- 2013년 3월 1일 : 선진형교과교실제 실시(수준별이동수업)
- 2018년 10월 20일 : 운동장 천연잔디 조성
- 2024년 1월 11일 : 제77회 졸업식(56명, 총 15,395명)
- 2024년 3월 1일 : 제33대 이호경 교장 취임
- 2024년 3월 4일 : 제80회 입학식

## 참고 자료
- 예천여자중학교 - 한국교육학술정보원 학교알리미